# Le Miroir (conte japonais)
Pour les articles homonymes, voir Le Miroir.
Le Miroir est un conte raconté aux enfants japonais.

## Le conte
Kimiko est le portrait en miniature de sa mère Hideno : le même visage allongé, le même grand front, les mêmes cheveux noirs, les mêmes yeux noirs brillant sous les paupières bridées, le même long cou gracile. Si ce n'était les vingt printemps qui séparaient les deux visages, on les eût prises pour deux sœurs.
Kimiko adorait sa mère et tentait de lui ressembler le plus possible en tout. Elles avaient toutes deux les mêmes goûts, aimaient les mêmes personnes.
Or, il arriva que Hideno tomba gravement malade. Elle sentait ses forces diminuer et la vie l'abandonner peu à peu. Elle devinait la tristesse déchirante qu'éprouverait sa fillette au départ de l'être qui, pour elle, était tout son univers.
Elle fit venir son enfant et lui dit : "Il se peut que je m'en aille pour le pays où nous devons tous aller un jour, mais ne pleure pas, ma petite Kimi. Quand tu ne me verras plus à tes côtés, je serai quand même près de toi." Prenant alors près d'elle une grande boîte en laque que son mari lui avait offerte, elle ajouta en la tendant à Kimiko : "Tu n'ouvriras pas cette boîte tant que je vivrai. Et quand je ne serai plus là, tu l'ouvriras seulement pour les occasions importantes, par exemple au moment d'une grande peine ou d'une très grande joie. Alors tu verras mon visage au fond de cette boîte et tu sauras que je suis toujours avec toi dans la peine comme dans le bonheur."
Quelque temps après, Hideno mourut.
Écrasée de douleur, la pauvre fillette ouvrit la boîte et vit sa mère, sa maman chérie, qui pleurait avec elle. La peine de Kimiko en fut un peu soulagée. Désormais elle ouvrit la boîte pour confier à sa mère ses plus graves peines ou ses plus grands bonheurs. À chaque fois, sa maman s'attristait ou se réjouissait avec elle.
Un jour, le temps des noces arriva pour Kimiko. Comme la maman paraissait heureuse, comme elle lui souriait tendrement au fond de la boîte en écoutant la confidence du précieux secret !
C'est en cet instant que Kimiko comprit l'illusion dont, pendant des années, elle avait été victime : un miroir, placé au fond de la boîte, lui renvoyait l'image de ses propres traits, qu'elle avait pris pour ceux de sa mère. En d'autres temps, cette découverte l'aurait atterrée. Mais maintenant elle n'avait plus besoin du miroir pour sentir que l'âme de sa mère était toujours présente auprès d'elle pour s'affliger de ses peines et se réjouir de son bonheur.